# フラット・タックス
フラット・タックス（flat tax）とは、累進課税と異なり、税率を一律にした税制。フラット税、一律課税、または均等税とも訳される。1981年、スタンフォード大学のホール(R.E.Hall)とラブシュカ(A.Rabushka)が考案した。一般的には個人所得税の文脈で議論されるが、消費税、財産税、譲渡税にも適用される場合がある。
2001年、ロシアのプーチン大統領がフラットタックスを導入した結果、脱税が減り、地下経済も課税対象として把握されたことで税収が大幅に増えるという実績を残し、各国がフラットタックス導入を実施または検討している。

## 考案経緯と背景

### 所得税の問題点
1981年に考案されたフラットタックスの議論の背景には、1970年代の経済停滞期のアメリカにおいて、包括的所得概念に基づく所得税の限界や問題点が指摘されていたことがあった。包括的所得税の問題の一つに、現実の課税対象の確定に不明瞭な点も多く、未実現の利得や帰属所得の捕捉ないし評価が困難であるという点がある。たとえば、地下経済における所得や、未実現の利得の一つであるキャピタル・ゲインは、実現されなければ課税されない。また、当時の米国では節税コンサルタント・ビジネスやタックス・シェルター(課税逃れ商品)が拡大している。内国歳入庁は、商品開発者に報告義務を課して封じ込めようとしたが、業者は次々に新しい商品を開発することで当局からの封じ込めを逃れていき、その結果、税制も租税回避商品も複雑化が進んだ。このような所得税の持つ複雑さと曖昧さは、改善すべき課題として認識された。
こうして1980年代以降は、税率を一律にし、また税務上の手続きを簡素化かつ明瞭にするものとしてフラット・タックスという税案に関する議論が高まった。

### 支出税構想
また、所得税の構造的な欠陥を解決するものとして、1974 年に米国の税法学者アンドリュース(Andrews)が支出税を提案した。支出税(expenditure tax)とは、支出した額に応じて税額が決まる税であり、直接税である。支出に対して課税されるという点では消費税と同じであり、直接税という点では所得税と同じである。支出税は、所得ベース課税である所得税に対して、消費ベース課税である。ただし、消費支出を直接の課税ベースにするわけではなく、消費に充てられる資金(消費の資金源泉)を課税ベースにする。
消費税と同じく消費(支出)に対する課税なので、日本でいうクロヨン問題も解決できる。
支出税は、包括的所得概念の所得税制度を簡素化し、公平を確保しながら、包括的所得の捕捉困難の問題を解決する方向で議論された。

### 包括的所得概念の限界
所得税における包括的所得概念は、課担税力を増加させる経済的な利得はすべて所得であるとする考え方である。しかし、未実現の利得や帰属所得の捕捉ないし評価が困難であり、課税の対象とならない場合が多いという問題があった。たとえば、未実現の利得の一つであるキャピタル・ゲインは、実現されなければ課税されない。
1970年代の経済停滞期のアメリカにおいて、包括的所得税の概念は、理論的には明快だが、現実の課税把握においては、概念の曖昧さを払拭できず、課税当局が所得の把握が困難であり、限界があるとして批判された。たとえば、地下経済における所得などに対する把握は困難を極め、アメリカ社会において所得課税の不公平感が広がった。

### キャッシュ・フロー法人税制案
1978年の英国のミード報告では、支出税が基本的に個人を対象としていることから、支出税体制下における法人事業の資金の収支が外れてしまうことになるため、資金ベースの法人税としてキャッシュ・フロー法人税が構想された。
キャッシュ・フロー法人税は、従来のように企業の担税能力を付加価値や利潤といった収入ベースで捉えるのではなく、企業の総支出で捉える。従来の法人税は、税収確保に便利であるが課税が重くなる傾向があり、また今日のようなグローバリズム経済においては、法人税率の低い国に企業が流出するリスクもある。一方、キャッシュ・フロー法人税は、投資収益率や資金調達の方法に歪みを与えないという利点があるが、逆に課税ベースが狭くなり税収が減るという問題がある。

## フラットタックスの構造と特徴
1970年代に議論された支出税やキャッシュフロー法人税構想などの検討を受けて、ホールとラブシュカによるフラットタックスは、支出税とキャッシュ・フロー法人税の欠点を解消するものとして考案された。なおマイケル・キーンIMF財政局税制課長によれば、フラットタックスは基本的には支出税であるとされる。
フラット・タックスの特徴は つぎの3点に集約できるといわれる。
- 単一税率
- 消費ベース課税
- クリーンな課税ベース

フラットタックスでは累進性が弱まるが、累進構造を調整することで確保でき、したがって付加価値税のような逆進性を批判されることがない。また超過累進課税ではなく、所得を大きく得ても限界税率が上がることがないため、勤労意欲をそぐことがない。

### 税務手続きの簡素化と課税ベースの拡大
支出税が累進税率であるのに対し、フラット・タックスは税率が単一である。このことにより税務手続きを大幅に簡素化できる。
また所得税と異なり、人的な基礎控除以外の所得控除はすべて廃止することで、大幅に課税ベースが広がり、低い税率で税収が確保できる。ホールとラブシュカは、基本税率は19%で足りるとした。また所得控除の簡素化にともなって申告手続きも大幅に縮小できる。申告書はハガキ程度の大きさになるといわれる。
簡素化によって租税回避もある程度解消でき、貯蓄に対する二重課税がなくなるとともに、投資額は全額課税ベースから控除されるので投資の促進にもつながる。

### 二重課税の解決
所得税の場合、 個人と法人事業のいずれの段階においても課税され、二重課税として批判されてきた。これに対して、フラット・タックスは、法人・個人を通して課税は一回限りとし、二重課税の問題を解決した。また、法人事業であれ個人であれ、同じ単一税率が適用される。

### 所得控除
個人段階の課税標準は、給与等、年金給付など現実の受取額に限定され、受取配当・利子・賃料には課税されない。また、寄付金控除、住宅ローン利子控除、医療費控除、雑損控除は全てなくなり、課税ベースが拡大する。

### 累進性の確保
一定の人的所得控除とゼロ税率段階を設けることで、単一課税ながらある程度の累進性が確保できる。たとえば、課税最低限以下の所得について半分がゼロ税率となる場合、税率が 19%であっても、実効税率は半分の 9.5%になる。人的控除の金額を調整することで、累進構造の調整ができる。
現行の米国企業課税との違いは、法人、個人事業者の いずれの企業形態であっても課税方式に違いがないこと、また、資本投資については減価償却方式でなく取得時に全額控除されることである。

## 各国の状況
フラット・タックスについては、米国経済の成長力低下、財政赤字問題を解決するために共和党議員(ディック・アーミーら)が 1995 年に法案を提出したことが あったが実現には至らなかった。
2001年、ロシアのプーチン大統領がフラットタックスを導入した。それまでは12%、20%、30%の累進課税制度であった税制(最高税率30%が5000ドル超から適用されていた)を、一律13%の個人所得税率とした。導入した結果、脱税や、とりわけ闇経済の資金が課税対象として把握することができ、ロシア社会でも租税回避を嫌う風潮が生まれたとされる。この税制改革によってロシアは税収が大幅に増えるという実績を残した。ロシアの経済復興の主要要因にフラットタックス導入があるともされる。
ロシアの導入とその成功以降、香港、シンガポール、ウクライナ、ルーマニアなど、世界各国で導入が開始されている。

### 所得税にフラットタックスを導入した国と地域一覧
以下は個人所得税において、国及び地方の両方がフラットタックスである国と地域である。これには社会保障拠出は含まれない。
| \| 地域 \| 税率 \| \| ---------------------------- \| --------------------- \| \| アブハジア[12] \| 10% \| \| アルメニア[13] \| 22% \| \| アルツァフ共和国[14] \| 21% \| \| ベラルーシ[15] \| 13% \| \| ベリーズ[16] \| 25% \| \| ボリビア[15] \| 13% \| \| ボスニア・ヘルツェゴビナ[17] \| 10%[注釈 1] \| \| ブルガリア[15] \| 10% \| \| 東ティモール[18] \| 10% \| \| エストニア[15] \| 20% \| \| ジョージア[15] \| 20% \| \| グリーンランド[19] \| 36, 42 or 44%[注釈 2] \| \| ガーンジー島[15] \| 20%[注釈 3] \| \| ハンガリー[15] \| 15% \| \| ジャージー島[15] \| 20% \| \| カザフスタン[15] \| 10% \| \| クルディスタン[21] \| 5%[注釈 4] \| \| キルギス[22] \| 10% \| \| マダガスカル[15] \| 20% \| \| モルドバ[23] \| 12% \| \| モンゴル[15] \| 10% \| \| ナウル[24] \| 10% \| \| 北マケドニア[25] \| 10% \| \| ルーマニア[15] \| 10% \| \| 南オセチア[26] \| 12% \| \| トランスニストリア[27] \| 10% \| \| トルクメニスタン[28] \| 10% \| \| ウクライナ[15] \| 19.5%[注釈 5] \| \| ウズベキスタン[15] \| 12% \| | 無税 国税でフラットタックス 国税で累進課税 国税及び地方税でフラットタックス 国税及び地方税で累進課税 国税及び地方税で、累進課税およびフラットタックス |
| \| 地域 \| 税率 \| \| ---------------------------- \| --------------------- \| \| アブハジア[12] \| 10% \| \| アルメニア[13] \| 22% \| \| アルツァフ共和国[14] \| 21% \| \| ベラルーシ[15] \| 13% \| \| ベリーズ[16] \| 25% \| \| ボリビア[15] \| 13% \| \| ボスニア・ヘルツェゴビナ[17] \| 10%[注釈 1] \| \| ブルガリア[15] \| 10% \| \| 東ティモール[18] \| 10% \| \| エストニア[15] \| 20% \| \| ジョージア[15] \| 20% \| \| グリーンランド[19] \| 36, 42 or 44%[注釈 2] \| \| ガーンジー島[15] \| 20%[注釈 3] \| \| ハンガリー[15] \| 15% \| \| ジャージー島[15] \| 20% \| \| カザフスタン[15] \| 10% \| \| クルディスタン[21] \| 5%[注釈 4] \| \| キルギス[22] \| 10% \| \| マダガスカル[15] \| 20% \| \| モルドバ[23] \| 12% \| \| モンゴル[15] \| 10% \| \| ナウル[24] \| 10% \| \| 北マケドニア[25] \| 10% \| \| ルーマニア[15] \| 10% \| \| 南オセチア[26] \| 12% \| \| トランスニストリア[27] \| 10% \| \| トルクメニスタン[28] \| 10% \| \| ウクライナ[15] \| 19.5%[注釈 5] \| \| ウズベキスタン[15] \| 12% \| | |
| 地域 | 税率 |
| アブハジア | 10% |
| アルメニア | 22% |
| アルツァフ共和国 | 21% |
| ベラルーシ | 13% |
| ベリーズ | 25% |
| ボリビア | 13% |
| ボスニア・ヘルツェゴビナ | 10% |
| ブルガリア | 10% |
| 東ティモール | 10% |
| エストニア | 20% |
| ジョージア | 20% |
| グリーンランド | 36, 42 or 44% |
| ガーンジー島 | 20% |
| ハンガリー | 15% |
| ジャージー島 | 20% |
| カザフスタン | 10% |
| クルディスタン | 5% |
| キルギス | 10% |
| マダガスカル | 20% |
| モルドバ | 12% |
| モンゴル | 10% |
| ナウル | 10% |
| 北マケドニア | 10% |
| ルーマニア | 10% |
| 南オセチア | 12% |
| トランスニストリア | 10% |
| トルクメニスタン | 10% |
| ウクライナ | 19.5% |
| ウズベキスタン | 12% |

### 地方税がフラットタックスな国と地域
以下の表は、国税は累進課税ではあるが、一部の地方税についてはフラットタックスを導入している地域の一覧である。
| \| 国または地域 \| 地方政府 \| 税率 \| 地方政府 \| 税率 \| \| ------------------------- \| ----------------------------- \| --------------------- \| ----------------------- \| ----------------------- \| \| デンマーク[29] \| すべての自治体 [注釈 6] \| 22.8 to 26.3%[注釈 7] \| \| \| \| フェロー諸島[31] \| すべての自治体 \| 16 to 22%[注釈 7] \| \| \| \| フィンランド[32] \| すべての自治体 \| 16.5 to 23.5%[注釈 7] \| \| \| \| アイスランド[33] \| すべての自治体 \| 12.44 to 14.52% \| \| \| \| イタリア[34][35][注釈 8] \| アブルッツォ州 \| 1.73% \| いくつかの自治体 \| 0.2 to 0.8% \| \| イタリア[34][35][注釈 8] \| ヴァッレ・ダオスタ州 \| 1.23% \| \| \| \| イタリア[34][35][注釈 8] \| カラブリア州 \| 1.73% \| 一部の市町村 \| 0.4 to 0.8% \| \| イタリア[34][35][注釈 8] \| カンパニア州 \| 2.03% \| 一部の市町村 \| 0.2 to 0.8% \| \| イタリア[34][35][注釈 8] \| サルデーニャ州 \| 1.23% \| 一部の市町村 \| 0.08 to 0.6% \| \| イタリア[34][35][注釈 8] \| シチリア州 \| 1.23% \| 一部の市町村 \| 0.5 to 0.8% \| \| イタリア[34][35][注釈 8] \| ベネト州 \| 1.23% \| 一部の市町村 \| 0.2 to 0.8% \| \| イタリア[34][35][注釈 8] \| その他の州 \| 累進課税 \| 一部の市町村 \| 0.1 to 0.8% \| \| 日本[36] \| すべての都道府県 \| 4% \| 全ての市町村 \| 6% \| \| ノルウェー[37][注釈 9] \| 全ての郡 \| 2.7% \| すべての自治体 \| 12.15% \| \| スウェーデン[39][注釈 10] \| ゴットランド郡 \| \| ゴットランド市 \| 33.6% \| \| スウェーデン[39][注釈 10] \| その他の郡 \| 10.83 to 12.08% \| すべての自治体 \| 17 to 23.8% \| \| スイス[注釈 11] \| オプヴァルデン準州[40] \| 6.03% \| すべての自治体 \| 6.768 to 9%[注釈 7] \| \| スイス[注釈 11] \| ウーリ州[41] \| 7.1% \| すべての自治体 \| 6.39 to 8.52%[注釈 7] \| \| イギリス[注釈 12] \| ウェールズ[44] \| 10% \| \| \| \| アメリカ合衆国[注釈 13] \| アラバマ州[注釈 14] \| 累進課税 \| マコン郡[46] \| 1% \| \| アメリカ合衆国[注釈 13] \| アラバマ州[注釈 14] \| 累進課税 \| 一部の自治体[46][47] \| 0.5 to 3% \| \| アメリカ合衆国[注釈 13] \| コロラド州[48] \| 4.55% \| \| \| \| アメリカ合衆国[注釈 13] \| デラウェア州[注釈 15] \| 累進課税 \| ウィルミントン[49] \| 1.25% \| \| アメリカ合衆国[注釈 13] \| イリノイ州[50] \| 4.95% \| \| \| \| アメリカ合衆国[注釈 13] \| インディアナ州[51] \| 3.23% \| すべての郡 \| 0.5 to 2.9% \| \| アメリカ合衆国[注釈 13] \| カンザス州}[注釈 16] \| 累進課税 \| 一部の郡[52] \| 0.75%[注釈 17] \| \| アメリカ合衆国[注釈 13] \| カンザス州}[注釈 16] \| 累進課税 \| 一部の自治体[52] \| 0.125 to 2.25%[注釈 17] \| \| アメリカ合衆国[注釈 13] \| ケンタッキー州[53][注釈 18] \| 5% \| 多くの郡[55][59] \| 0.45 to 2% \| \| アメリカ合衆国[注釈 13] \| ケンタッキー州[53][注釈 18] \| 5% \| 一部の自治体[57] \| 0.5 to 2.5% \| \| アメリカ合衆国[注釈 13] \| ケンタッキー州[53][注釈 18] \| 5% \| いくつかの学区[58][60] \| 0.5 to 0.75% \| \| アメリカ合衆国[注釈 13] \| メリーランド州 \| 累進課税 \| すべての郡[61][注釈 19] \| 2.25 to 3.2% \| \| アメリカ合衆国[注釈 13] \| マサチューセッツ州[62] \| 5% \| \| \| \| アメリカ合衆国[注釈 13] \| ミシガン州[63][注釈 15] \| 4.25% \| 一部の自治体[64] \| 1 to 2.4% \| \| アメリカ合衆国[注釈 13] \| ミズーリ州[注釈 15] \| 累進課税 \| カンザスシティ[65] \| 1% \| \| アメリカ合衆国[注釈 13] \| ミズーリ州[注釈 15] \| 累進課税 \| セントルイス市[66] \| 1% \| \| アメリカ合衆国[注釈 13] \| ニューハンプシャー州[67] \| 5%[注釈 17] \| \| \| \| アメリカ合衆国[注釈 13] \| ノースカロライナ州[68] \| 5.25% \| \| \| \| アメリカ合衆国[注釈 13] \| オハイオ州[注釈 20] \| 累進課税 \| ほとんどの自治体[69] \| 0.5 to 3% \| \| アメリカ合衆国[注釈 13] \| オハイオ州[注釈 20] \| 累進課税 \| 一部の学区[70] \| 0.25 to 2% \| \| アメリカ合衆国[注釈 13] \| ペンシルベニア州[71][注釈 21] \| 3.07% \| ほとんどの自治体[72] \| 0.312 to 3.8712% \| \| アメリカ合衆国[注釈 13] \| ペンシルベニア州[71][注釈 21] \| 3.07% \| ほとんどの学区[72] \| 0.5 to 2.05% \| \| アメリカ合衆国[注釈 13] \| ユタ州[73] \| 4.95% \| \| \| |                      |                 |                  |                  |
| 国または地域 | 地方政府             | 税率            | 地方政府         | 税率             |
| デンマーク | すべての自治体       | 22.8 to 26.3%   |                  |                  |
| フェロー諸島 | すべての自治体       | 16 to 22%       |                  |                  |
| フィンランド | すべての自治体       | 16.5 to 23.5%   |                  |                  |
| アイスランド | すべての自治体       | 12.44 to 14.52% |                  |                  |
| イタリア | アブルッツォ州       | 1.73%           | いくつかの自治体 | 0.2 to 0.8%      |
| イタリア | ヴァッレ・ダオスタ州 | 1.23%           |                  |                  |
| イタリア | カラブリア州         | 1.73%           | 一部の市町村     | 0.4 to 0.8%      |
| イタリア | カンパニア州         | 2.03%           | 一部の市町村     | 0.2 to 0.8%      |
| イタリア | サルデーニャ州       | 1.23%           | 一部の市町村     | 0.08 to 0.6%     |
| イタリア | シチリア州           | 1.23%           | 一部の市町村     | 0.5 to 0.8%      |
| イタリア | ベネト州             | 1.23%           | 一部の市町村     | 0.2 to 0.8%      |
| イタリア | その他の州           | 累進課税        | 一部の市町村     | 0.1 to 0.8%      |
| 日本 | すべての都道府県     | 4%              | 全ての市町村     | 6%               |
| ノルウェー | 全ての郡             | 2.7%            | すべての自治体   | 12.15%           |
| スウェーデン | ゴットランド郡       |                 | ゴットランド市   | 33.6%            |
| スウェーデン | その他の郡           | 10.83 to 12.08% | すべての自治体   | 17 to 23.8%      |
| スイス | オプヴァルデン準州   | 6.03%           | すべての自治体   | 6.768 to 9%      |
| スイス | ウーリ州             | 7.1%            | すべての自治体   | 6.39 to 8.52%    |
| イギリス | ウェールズ           | 10%             |                  |                  |
| アメリカ合衆国 | アラバマ州           | 累進課税        | マコン郡         | 1%               |
| アメリカ合衆国 | アラバマ州           | 累進課税        | 一部の自治体     | 0.5 to 3%        |
| アメリカ合衆国 | コロラド州           | 4.55%           |                  |                  |
| アメリカ合衆国 | デラウェア州         | 累進課税        | ウィルミントン   | 1.25%            |
| アメリカ合衆国 | イリノイ州           | 4.95%           |                  |                  |
| アメリカ合衆国 | インディアナ州       | 3.23%           | すべての郡       | 0.5 to 2.9%      |
| アメリカ合衆国 | カンザス州}          | 累進課税        | 一部の郡         | 0.75%            |
| アメリカ合衆国 | カンザス州}          | 累進課税        | 一部の自治体     | 0.125 to 2.25%   |
| アメリカ合衆国 | ケンタッキー州       | 5%              | 多くの郡         | 0.45 to 2%       |
| アメリカ合衆国 | ケンタッキー州       | 5%              | 一部の自治体     | 0.5 to 2.5%      |
| アメリカ合衆国 | ケンタッキー州       | 5%              | いくつかの学区   | 0.5 to 0.75%     |
| アメリカ合衆国 | メリーランド州       | 累進課税        | すべての郡       | 2.25 to 3.2%     |
| アメリカ合衆国 | マサチューセッツ州   | 5%              |                  |                  |
| アメリカ合衆国 | ミシガン州           | 4.25%           | 一部の自治体     | 1 to 2.4%        |
| アメリカ合衆国 | ミズーリ州           | 累進課税        | カンザスシティ   | 1%               |
| アメリカ合衆国 | ミズーリ州           | 累進課税        | セントルイス市   | 1%               |
| アメリカ合衆国 | ニューハンプシャー州 | 5%              |                  |                  |
| アメリカ合衆国 | ノースカロライナ州   | 5.25%           |                  |                  |
| アメリカ合衆国 | オハイオ州           | 累進課税        | ほとんどの自治体 | 0.5 to 3%        |
| アメリカ合衆国 | オハイオ州           | 累進課税        | 一部の学区       | 0.25 to 2%       |
| アメリカ合衆国 | ペンシルベニア州     | 3.07%           | ほとんどの自治体 | 0.312 to 3.8712% |
| アメリカ合衆国 | ペンシルベニア州     | 3.07%           | ほとんどの学区   | 0.5 to 2.05%     |
| アメリカ合衆国 | ユタ州               | 4.95%           |                  |                  |

### フラットタックス導入を検討している国
- パナマ - リカルド・マルティネリ大統領は2009年の選挙活動の際、マルティン・トリホス政権時代に履行された税制を、10-15%のフラットタックスに改革することを訴えた。
- ポーランド - 2007年の選挙において41.5％の投票率を得た市民プラットフォーム政党は15% のフラット税をマニフェスト公約に掲げた[74]。
- ギリシア[75][76]
- オーストラリア - 2010年10月にオーストラリア自由党のトニー・アボットはフラット税導入の検討するという見解を示した[77][78]。これに対して通商大臣のクレイグ・エマーソンは、「フラット税は中小所得者に対して不公正である」とした。〔これは、フラットタックスの収入税に成る事で、解決をする〕

。